# Pasodoble

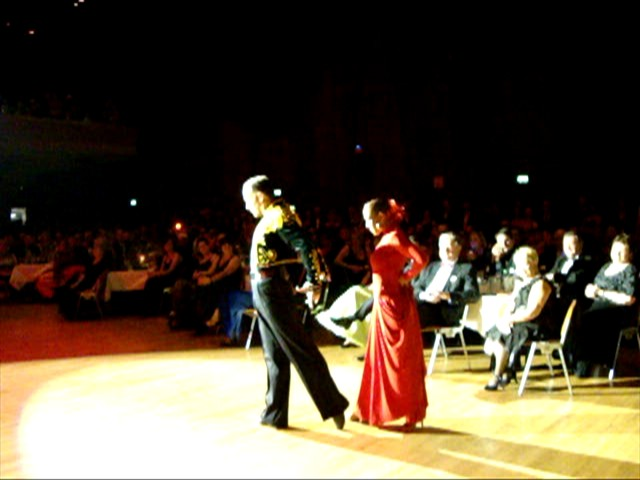
Pasodoble como baile

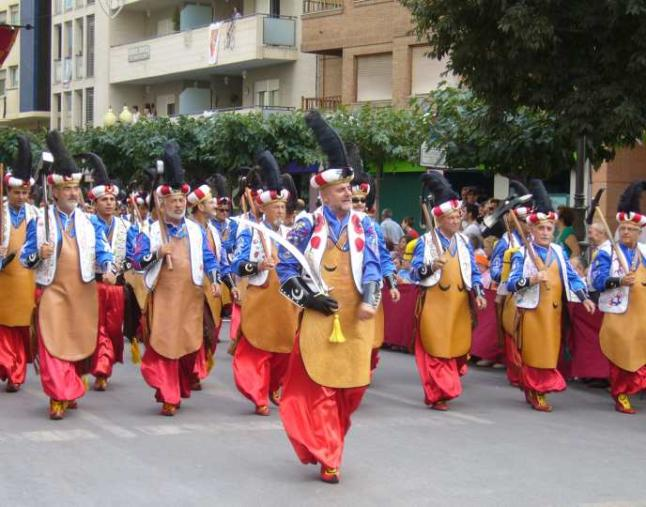
Festeros desfilando a pasodoble, como marcha militar.

El pasodoble (también, marcha redoblada) es una marcha ligera de origen español utilizada en los desfiles militares, adoptada como paso dos reglamentario de la infantería, con una característica especial que hace que la tropa pueda llevar el paso ordinario: 120 pasos por minuto. La música que acompaña esta marcha posee compás binario y movimiento moderado y fue introducida en las corridas de toros. También se denomina pasodoble al baile que se ejecuta al compás de esta música.
Parece ser que el pasodoble, como baile, procede de la tonadilla escénica, que era una composición que en la primera mitad del siglo XIX servía como conclusión de los entremeses y los bailes escénicos y que luego, desde mediados del mismo siglo, era utilizada como intermedio musical entre los actos de las comedias.
Entre las características que definen al pasodoble, se destacan: la influencia del flamenco en su formulación, tanto el bailarín de pasodoble como el bailarín de flamenco zapatean siguiendo patrones rítmicos como parte de su actuación; la composición de 1923 del compositor español Pascual Marquina Narro "España cañí", una canción de construcción lenta sobre un ritmo de marcha de 2⁄4, es la que más se asocia con el pasodoble. La mayoría de las canciones de pasodoble, incluidas las modernas, presentan variaciones de la estructura de "España cañí", los pasos de pasodoble representan una corrida de toros, con la pareja masculina, el matador, a la cabeza y la pareja femenina detrás. Sus movimientos son firmes y seguros, con la cabeza y el pecho erguidos. El baile también incluye siete pasos con nombres franceses, como huit o sur place, que se dan durante las pausas o "momentos culminantes" de la canción. En los bailes de salón de competición, el número de highlights varía en función de si la competición es de nivel abierto, que permite la improvisación, o de nivel syllabus (programa), que restringe a los bailarines a movimientos específicos. El mayor foco de producción de pasodobles se centra en el Levante peninsular, en torno a las fiestas de moros y cristianos.

## Historia
El origen de esta forma de música es discutido.
Los datos que se conocen sobre ella, gracias a las evidencias físicas históricas, son que ya se escribía en el siglo XVIII, ya que en España hay partituras de pasodoble que datan de 1780; que se incorporó a las comedias y se adoptó como paso reglamentario para la infantería española; y que la música no se introdujo en las corridas de toros hasta el siglo XIX.
Una hipótesis sugiere, basándose en la etimología del nombre, que procede del francés pas-redouble, una forma de marcha rápida de la infantería francesa a finales del siglo XVIII. Se considera que tiene características tanto españolas como francesas. Los pasos modernos contienen a menudo términos franceses, pero el baile se asemeja a la naturaleza de la corrida de toros. Se dice que surgió de la cultura del sur de Francia durante la década de 1930. Los partidarios de esta hipótesis, en su mayoría musicólogos franceses, sugirieron que el pasodoble era una forma de que los franceses representaran las técnicas utilizadas en las corridas de toros españolas. Esta hipótesis no explica la presencia de partituras que datan de 1780, que la infantería española ya marchaba al pasodoble antes de que lo hiciera el ejército francés y que los musicólogos franceses suelen referirse a los movimientos o temas relacionados con las corridas de toros, peculiaridad que no tiene sentido ya que en España se asoció a la tauromaquia mucho tiempo después.
Una hipótesis basada en las figuras y el ritmo libres de la danza afirma que su ritmo binario y su movimiento moderado apuntan a un origen en la música y las danzas tradicionales españolas de principios del siglo XVI. Estas danzas, desarrolladas en torno a 1538, eran una combinación gradual de la música y las danzas castellanas (seguidillas) con el "garrotín", una danza de parejas romanas rápida y repetitiva, adaptada en forma de marcha.
El musicólogo José Subirá considera que el origen de la melodía fue una combinación de marchas militares y música ligera del teatro popular español que poco a poco fue calando en los "entremeses" de las obras más respetables.

### Otros
Algunos toreros famosos han sido homenajeados con melodías de pasodoble que llevan su nombre. Otras melodías se han inspirado en motivos patrióticos o en personajes locales. El pasodoble es muy conocido y se utiliza hoy en día en los concursos de baile.
Durante los primeros años del siglo XX, el pasodoble pasó a formar parte del repertorio de los músicos italoestadounidenses de San Francisco que tocaban en el estilo ballo liscio. Cuatro pasodobles fueron recogidos por Sidney Robertson Cowell para el WPA California Folk Music Project en 1939 por Mexican American banda de fiesta de bodas en mandolina, guitarra y violín.

## Estructura
Todos los pasodobles tienen ritmo binario (compás binario de subdivisión binaria). Su estructura musical consiste en una introducción basada en el acorde de dominante de la pieza, seguida de un primer fragmento basado en el tono principal y una segunda parte, denominada "el trío", basada en la nota de subdominante, basada una vez más en el acorde dominante. Cada cambio está precedido por un breve. El último segmento del pasodoble suele ser "el trío" tocado con fuerza.
Los diferentes tipos de pasodoble -popular, taurino, militar- pueden variar en ritmo, siendo los pasodobles taurinos los más lentos y los populares los más rápidos y, muchas veces, incorporando voz.
El pasodoble como lo conocemos comenzó en España pero ahora se interpreta también en una amplia variedad de naciones hispanas. Cada región ha desarrollado su propio subgénero y estilo personal de pasodoble, ajustando algunos aspectos formales de la estructura para adaptarse a su tradición musical local.
En la España moderna, la composición más prolífica de pasodobles se está dando en la costa levantina, asociada a las fiestas de Moros y Cristianos.
En la danza, la forma es muy libre en cuanto a figuras. Los bailarines deben permanecer uno frente al otro y mantener sus cuerpos paralelos entre sí en todo momento, alineados ligeramente hacia la izquierda. Deben dar un paso por tempo. La mano izquierda del varón y la mano derecha de la mujer deben permanecer unidas casi permanentemente. Además de esto, se aceptan casi todos los movimientos y figuras, lo que deja espacio para la dramatización. El baile puede ser similar al de un paso, excepto por la velocidad y el número de pasos que se dan.

## Diferentes modalidades de pasodobles

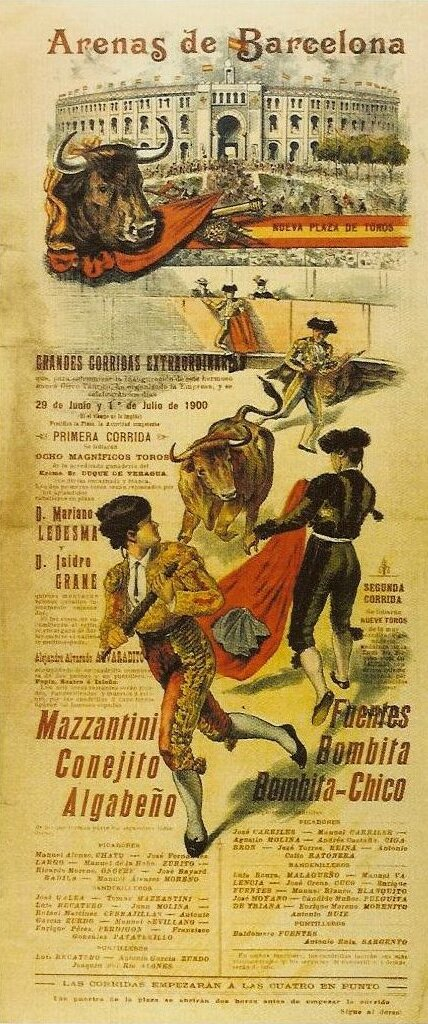
La fiesta de los toros ha influido de manera notable en la creación y difusión del pasodoble torero

[…] Musicalmente consiste en una introducción basada sobre el acorde dominante, a la que sigue una primera parte en el tono principal y una segunda parte, llamada "trío" que está escrita en la subdominante, en los pasodobles en modo mayor y el relativo menor, en los de modo mayor. Cada parte está precedida de cortas entradas (o introducciones) y, para finalizar, el trío, interpretado en "piano", se repite en "fuerte" ... Ramón T. Berenguer, compositor

### Pasodoble marcha
El pasodoble tiene su origen como marcha militar, que por etimología se cree que deriva del pas-redouble francés. Se trata de una marcha rápida de infantería que regulaba y agilizaba el paso de los soldados ("a paso doble", más rápido que el paso normal), y ya es tocado por bandas para marchas militares desde 1780. En esta forma se conserva en desfiles militares (marcha) y civiles festivos (pasodobles festeros del levante), así como en pasacalles populares.

### Orígenes del baile
Se conoce como pasodoble el baile originado en España hacia 1533 y 1538. Utilizado en varias regiones para la celebración de eventos, es, además, uno de los pocos bailes de pareja que siguen arraigados hoy en día: "A principios de siglo se relacionó con el garrotín, un baile de pareja gitano, bastante vivo y repetitivo".
El pasodoble es un baile muy sencillo, con figuras muy libres, por lo que resulta bastante fácil aprenderlo. La posición de la pareja: uno enfrente del otro y con los cuerpos pegados ligeramente desplazados hacia la izquierda. Su ritmo básico es muy simple: un paso por tiempo y se debe permanecer todo el tiempo con los cuerpos en paralelo y con la mano izquierda y derecha del hombre y la mujer, respectivamente, unidas. El pasodoble forma parte del repertorio de las bandas de música españolas y suele constar de introducción y dos partes principales, con un ritmo aflamencado. Como danza es semejante al one-step; se diferencia en el número de pasos que se dan al bailar y en sus respectivos nombres.

### Pasodobles más conocidos
- Taurinos: España cañí, Agüero, La Gracia de Dios,[6] El gato montés, Viva el pasodoble, Tercio de Quites, Pan y toros, Cielo Andaluz,[7] La Morena de mi Copla, Francisco Alegre (de Manuel López-Quiroga Miquel, Rafael de León y Antonio Quintero, 1948), Amparito Roca, El Beso, Plaza de las Ventas, Pepita Greus dedicado a la poetisa del mismo nombre y La Virgen de la Macarena.
- Militares: Soldadito español, El Abanico, San Marcial o Los Voluntarios.
- Populares: Suspiros de España, La Entrada, No te vayas de Navarra, Los nardos, Las Corsarias, Islas Canarias, En er Mundo, Costa Dorada, Brisas de Málaga, Valencia.
- Banda: Paquito el Chocolatero,   Fiesta en Benidorm, La Entrada, Petrel Pasodoble,[8] Alegría Agostense, Educandos de Benejúzar, Pepe Antón, Idella, Pirata Quiero Ser, Xàbia, Abanderadas, El Plomet, entre otros.

#### Pasodobles mexicanos
El Piti, El Charro Cárdenas, El 11-81, San Antonio de Triana, Fermincito, Lorenzo Garza, El abuelito, El banderillero, María Caballé, El Berrendito de San Juan, Tarde de toros, Por tapatías, Toros en San Miguel, El Zopilote Mojado, Rodolfo Gaona, Joselito Huerta, Toros de Llaguno, La Macarenita.
También se deben destacar fantásticos pasodobles del maestro mexicano Agustín Lara como Silverio Pérez, El Novillero o Fermín.

#### Pasodobles puertorriqueños
Ecos de Puerto Rico (El Maestro Ladi), Alma Boricua, "El gallo, la gallina y la guinea" (compuesto por el Maestro Ladi), Morena (Noro Morales), Cuando pienso en España (Juan Peña Reyes), Reminiscencias (Juan Peña Reyes), El trueno (Juan Peña Reyes), Himno a Humacao (Miguel López), Sol andaluz (Manuel Peña Vázquez), Alegría en Batey (Rafael González Peña II).

#### Pasodobles colombianos
Vale destacar que el pasodoble taurino "Feria de Manizales" es emblemático de la ciudad colombiana de Manizales. Fue compuesto en 1957, con letra de Guillermo González Ospina y música de Juan Mari Asins. La Feria de Manizales se lleva a cabo en enero y se basa en el desarrollo de actividades culturales, corridas de toros, bailes y desfiles con cada una de las candidatas que compiten en el Reinado Internacional de Café.

#### Pasodobles ecuatorianos
Se popularizó en Ecuador durante el siglo XIX. Las canciones generalmente se pueden clasificar entre los que tienen temas militares, toreros y fúnebres. Siendo la segunda de ellos uno de los más populares de Ecuador. Anteriormente se conoce que estas canciones estaban vinculadas a las fiestas de fundación de las ciudades. Un ejemplo de este género musical en Ecuador es "Sangre Ecuatoriana"; de Julio Cañar Cárdenas. Por la naturaleza de este género es uno de los que más ligados a los políticos estuvo en sus inicios. Por estar razón existen canciones como El General Plaza, del compositor Pedro Pablo Traversari Salazar (1874-1956); o también el tema titulado simplemente Eloy Alfaro, de José Casimiro Arellano (1880-1970).

### Tunas y pasodobles
Una de las maneras por las que se ha mantenido vivo este ritmo, aparte de las bandas de música, son las tunas, agrupaciones musicales universitarias, provenientes del siglo XII. Hoy en día, los pasodobles forman parte importante del repertorio de estas agrupaciones, sean de España o de otras universidades del mundo. Uno de los elementos característicos de los pasodobles interpretados por las tunas es su vistosidad, ya que, además, se acompañan con ciertas piruetas: Fantasía de pandereta (tocar el instrumento con distintas parte del cuerpo, sin perder el ritmo), Baile de bandera (mover el estandarte de la tuna al ritmo de la canción), el Baile de capa (agitar la capa emulando el movimiento de los toreros). Muchas tunas tienen un pasodoble creado por ellos mismos.

## Pasodoble en baile de salón
En el baile de salón  se utiliza mucho el pasodoble. Muchas canciones de pasodoble para baile de salón son variaciones de España Cañí. La canción tiene pausas o "puntos culminantes" en posiciones fijas en la canción (dos puntos culminantes en los niveles del plan de estudios, tres puntos culminantes y una canción más larga en los niveles abiertos). Los puntos culminantes enfatizan la música y son más potentes que otras partes de la misma. Normalmente, los bailarines adoptan una pose dramática y luego mantienen la posición hasta el final del momento culminante. Tradicionalmente, las rutinas de pasodoble se coreografían para que coincidan con estos puntos culminantes, así como con las frases musicales. En consecuencia, la mayoría de las melodías de pasodoble de salón se escriben con puntos culminantes similares (los que no los tienen, simplemente se evitan en la competición).
Debido a su tradición fuertemente coreografiada, el pasodoble de salón se baila sobre todo en competición, casi nunca socialmente o sin una rutina previamente aprendida. No obstante, en España, Francia, Vietnam, Colombia, Costa Rica y algunas partes de Alemania se baila socialmente como baile dirigido (sin coreografía). En Venezuela, el pasodoble es casi un baile imprescindible en bodas y grandes fiestas. Se hizo especialmente famoso gracias a la exitosa canción "Guitarra Española" de Los Melódicos.
Este baile ganó popularidad en Estados Unidos en 1930. Fue muy difícil conseguir una gran popularidad. Todos los movimientos son bruscos y rápidos. El pasodoble ocupa mucho espacio, lo que lo limita a ocasiones especiales.
En el baile de competición, el pasodoble moderno se combina con otros cuatro bailes (samba, chachachá, rumba y jive) bajo el la clasificación International Latin. Según la clasificación de la IDSF, el pasodoble moderno consta de dos partes de baile y una pausa intermedia para los bailarines de clase D, y de tres partes y dos pausas intermedias para los bailarines de clase C, B y A. Los bailarines de clase inferior a la D suelen ejecutar únicamente cuatro bailes oficiales del Programa Latinoamericano, que excluye el pasodoble.